# Stacey Dash

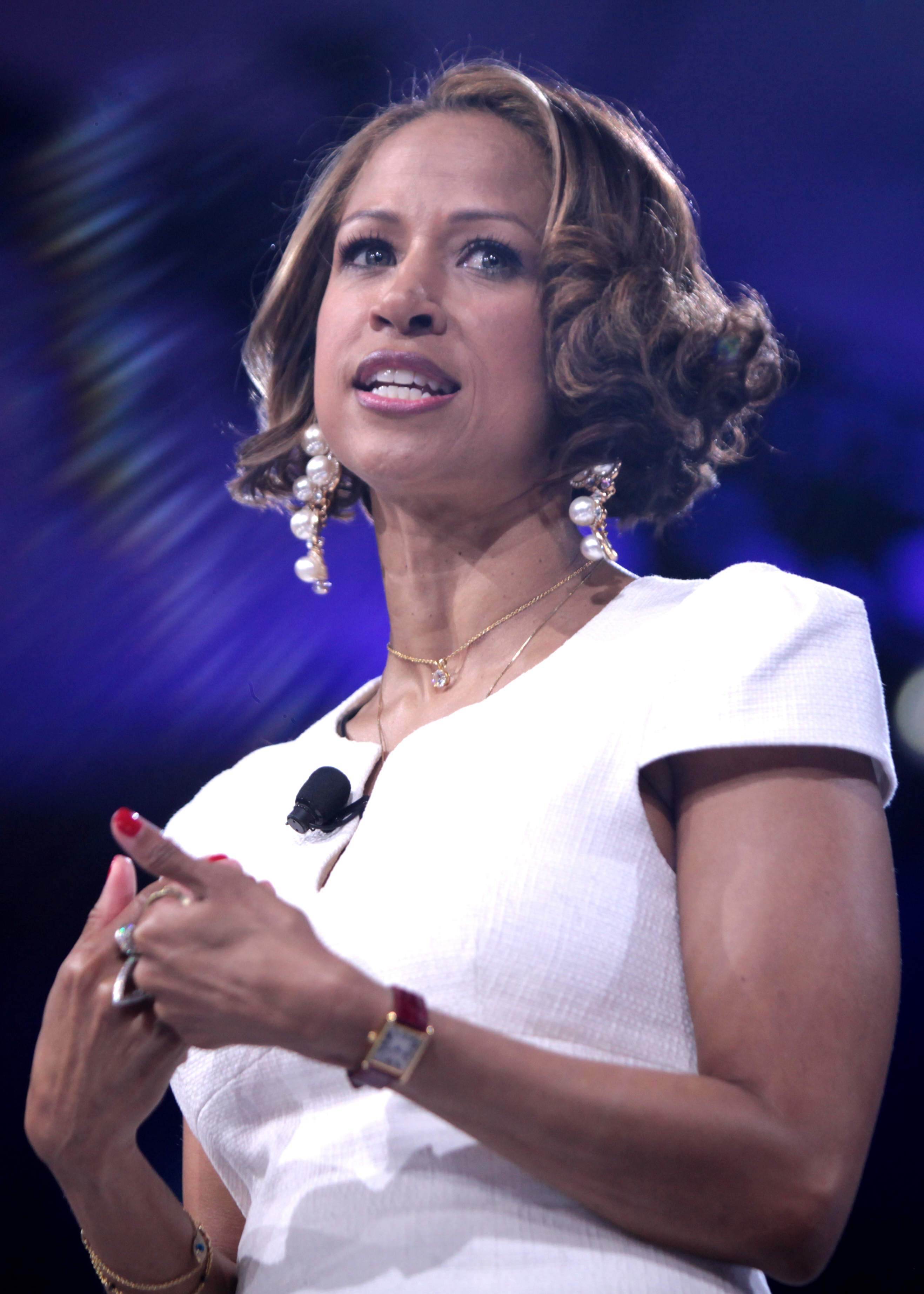
Stacey Dash, 2016

Stacey Dash (* 20. Januar 1967 in New York City) ist eine US-amerikanische Schauspielerin.

## Biografie
Dash absolvierte die Paramus High School in Paramus (New Jersey). Sie debütierte in einer kleinen Nebenrolle im Fernsehfilm Die Pranke der Tigerin aus dem Jahr 1982. In den Jahren 1988 bis 1989 spielte sie in der Fernsehserie TV 101 die Rolle von Monique. Im Thriller Tennessee Nights (1989) trat sie neben Julian Sands und Ned Beatty auf.
In der Komödie Mr. Bill (1994) von Penny Marshall und mit Danny DeVito spielte sie die Rolle der Soldatin Miranda Myers. In der Komödie Clueless – Was sonst! (1995) spielte sie die Rolle von Dionne, einer Freundin von Cher Horowitz, die Alicia Silverstone spielte. Für diese Rolle wurde sie im Jahr 1996 für den Young Artist Award nominiert. Im Actionfilm Intimate Blue (1995) spielte sie eine der Hauptrollen. In den Jahren 1996 bis 1999 spielte sie Dionne Davenport in der auf dem Kinofilm basierenden Fernsehserie Clueless – Die Chaos-Clique.
Nach der Absetzung der Serie flachte ihre Karriere etwas ab. Sie übernahm vorwiegend Nebenrollen in Fernsehserien wie CSI: Den Tätern auf der Spur und Eve. Außerdem trat sie in einem Musikvideo von Kanye West auf. 2011 spielte sie eine Staffel lang die zweite Hauptrolle „Val“ (neben Lisaraye McCoy) in der VH1-Sitcom „Single Ladies“. Im August 2006 zog sie sich für die US-amerikanische Ausgabe des Playboy aus.
Nachdem sie am 7. Oktober 2012 via Twitter ihre Unterstützung für den republikanischen US-Präsidentschaftskandidaten Mitt Romney bekannt gegeben hatte, war sie Ziel von Anfeindungen. 2016 wurde sie für eine Stellungnahme zum Boykott der Oscarverleihung 2016 wegen fehlender Nominierungen für Schwarze durch Spike Lee und Jada Pinkett Smith kritisiert.
Im Februar 2018 gab Dash bekannt, im 44. Kongresswahlkreis von Kalifornien für die Republikanische Partei für das Repräsentantenhaus der Vereinigten Staaten gegen die amtierende Abgeordnete Nanette Barragán zu kandidieren. Im März 2018 zog sie ihre Bewerbung zurück.
Sie hat zwei leibliche Kinder und war im April 2018 mit dem Anwalt Jeffrey Marty ihre vierte Ehe eingegangen. Im Jahre 2019 wurde sie wegen häuslicher Gewalt gegen ihren Ehemann festgenommen. Im Juni 2020 reichte sie die Scheidung ein.

## Filmografie (Auswahl)
- 1982: Die Pranke der Tigerin (Farrell for the People)
- 1985: Die Bill Cosby Show (2.02)
- 1987: Terror Night – Hochhaus in Angst (Enemy Territory)
- 1988: Moving – Rückwärts ins Chaos (Moving)
- 1989: Tennessee Nights
- 1989: TV 101
- 1992: Meh’ Geld (Mo’ Money)
- 1994: Mr. Bill (Renaissance Man)
- 1994: Der Prinz von Bel Air (Staffel 4, Episode 17)
- 1995: Clueless – Was sonst!
- 1995: Intimate Blue (Illegal in Blue)
- 1996–1999: Clueless - Die Chaos-Clique
- 1997: The Hunt (Cold Around the Heart)
- 1999: Personals
- 2001: The Painting
- 2002: Paper Soldiers
- 2003: View from the Top
- 2003: Gang of Roses
- 2003: Ride or Die – Fahr zur Hölle, Baby! (Ride or Die)
- 2003: Flight Girls (View from the Top)
- 2005: Lethal Eviction
- 2006: Getting Played (Fernsehfilm)
- 2007: Hauptsache verliebt (I Could Never Be Your Woman)
- 2007: Ghost Image 6 – Ruf aus dem Jenseits
- 2008: Phantom Punch
- 2008: Nora’s Hair Salon II
- 2008: Fashion Victim
- 2008: Secrets of a Hollywood Nurse (Fernsehfilm)
- 2009: Chrome Angels
- 2009–2011: The Game (Fernsehserie, fünf Folgen)
- 2010: House Arrest
- 2011: Single Ladies (Fernsehserie, elf Folgen)
- 2012: Dysfunctional Friends
- 2012: House Arrest
- 2014: Wild About Harry (American Primitive)
- 2014: Lap Dance
- 2015: Patient Killer
- 2016: The Thinning
- 2018: Honor Up
- 2019: The Dawn
- 2020: First Lady
- 2020: Finding Love in Quarantine (Fernsehserie, fünf Folgen)
- 2021: Roe v. Wade
- 2022: 7th Secret
- 2022: Corsicana
- 2024: Four.